# 3921 Klementʹev
3921 Klementʹev è un asteroide della fascia principale. Scoperto nel 1971, presenta un'orbita caratterizzata da un semiasse maggiore pari a 2,6477001 au e da un'eccentricità di 0,2852743, inclinata di 12,03000° rispetto all'eclittica.
L'asteroide è dedicato al matematico russo Zakhar Ivanovič Klementʹev.